# Sogüpcho
Sogüpcho je město v Jižní Koreji v provincii Čedžu. Ke 31. prosinci 2011 mělo 155 691 obyvatel. V roce 2006 byl jeho katastr rozšířen, takže zahrnuje celou jižní polovinu ostrova Čedžu (na druhé polovině se nachází stejnojmenné město Čedžu). V roce 2002 bylo jedním z měst, která hostila mistrovství světa ve fotbale.